# Fallen Angels
Fallen Angels var ett brittiskt-finskt hårdrock/punkband som var aktivt i mitten av 1980-talet. Frontman för gruppen var den brittiska punkpionjären KNOX.

## Biografi
Fallen Angels fick sin början av att den brittiska punkpionjären KNOX (Ian M. Carnochan) hade samma management som glamrockbandet Hanoi Rocks. KNOX hade för stunden en paus från sina två andra grupper, Vibrators och Urban Dogs, men hade ett överflöd av låtar han ville spela in. Hanoi Rocks manager Richard Bishop fick idén att göra en skiva med HR som bakgrundsband för den ensamma artisten. Skivan Fallen Angels (1984) spelades alltså in med KNOX på sång och gitarr, Sam Yaffa (Sami Takamäki) på bas, Razzle (Nicholas Dingley) på trummor och Nasty Suicide (Jan Stenfors) på gitarr. Hanoi Rocks frontmän Michael Monroe och Andy McCoy gästade på skivan under pseudonymerna Cosmic Ted and the Psychedelic Kid med bakgrundssång, saxofon och gitarr. Den här uppsättningen spelade aldrig live. 
KNOX satte ihop en live-uppställning som bestod av honom själv, Matt Kellett (gitarr), Mark Duncan (bas), Richard Wermham (trummor). Bandet fick en bra start och spelade in ytterligare två skivor, In Loving Memory (1986), med McCoy och Nasty som extramusiker, samt Wheel of Fortune (1989), igen med Nasty som gäst. Bandet spelade ytterligare några konserter i England och Grekland, men föll isär då det inte verkade finnas tillräckligt mycket intresse för dem. KNOX hade dessutom sina andra projekt på gång.

## Medlemmar
1984
- KNOX - gitarr, sång, keyboards
- Nasty Suicide - gitarr
- Sam Yaffa - elbas
- Razzle – trummor

1984-1989
- KNOX – sång, gitarr, keyboards
- Matt Kellett - gitarr
- Marc Duncan - bas
- Richard Wernham – trummor

## Diskografi
Album
- Fallen Angels (1984)
- In Loving Memory (1986)
- Wheel of Fortune (1989)

Singlar
- "Inner Planet Love" (1984)
- "Amphetamine Blue" (1984)
- "Hey Susie" (1986)
- "Clouds" (1988)